# Уриїл
Уриїл також Уріель (лат. Uriel, івр. אוּרִיאֵל, дослівно з древньєврейської «світло Бога», «Божий вогонь або світло») — один із семи архангелів (архістратигів), ангел грому і трясіння, трепету. Уриїл — начальник першого ангельського чину серафимів та херувимів (вищої єрархії), керує безплотними силами та небесними світилами.
Він згадується в Біблії у 3-й книзі Ездри (4:1; 5:20; 10:28). Уриїл був посланий від Бога до юдейського вченого, священика Ездри, для його настановлення та пояснення таємничих Божих шляхів (Езд. III. 4:1).

## Постать Уриїла в Книзі Еноха

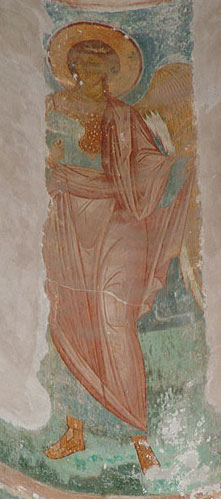
Фреска Дионисія зі зображенням архангела Уриїла в соборі Різдва Богородиці

Уриїл теж згадується в апокрифічній книзі Еноха (легендарно її авторство приписується Еноху, предку Ноя), яка до канонізації була частиною Біблії (і є надалі у деяких ізольованих церквах, напр.: у Ефіопській). Книга Еноха згадує Уриїла в багатьох її частинах. У 9-й главі, яка є частиною «Книги Вартівників» (2-ге століття до н. е.) лише чотири ангели згадуються поіменно а саме: Михаїл, Уриїл, Рафаїл, і Гавриїл. Однак пізніша 20-та глава перелічує імена та функції семи архангелів, зокрема: «Уриїл, один зі святих ангелів, який є над світом та підземеллям», Рафаїл, Раґуїл, Михаїл, Саракаїл, Гавриїл, і Реміїл. Книга Вартівників загалом повідомляє, що Уриїл, Рафаїл, і Гавриїл були присутні перед Богом, щоби свідчити за людство. Вони хотіли просити про божественне втручання в часи панування павших ангелів (Павших Вартівників). Ці павші ангели брали людських жінок, які породжували напів-ангельських, напів-людських нащадків велетнів званих нефіліми. Уриїл був відповідальний за оповіщення Ноя про наступаючий Великий Потоп:
Тоді сказав Всевишній, Святий та Великий говорив, і післав Уриїла до сина Ламеха, і сказав йому: «Піди до Ноя і скажи йому від Мого Ймення „Сховайся!“ і об'яви йому про кінець, що наступає: що вся земля буде зруйнована, і потоп наступить на всю землю і знищить все, що на ній.
Після винесення суду над нефілімами і павшими ангелами, включаючи їхніх головних лідерів (Сямяза та Азазель), Уриїл обговорює їхні долі:
І Уриїл сказав мені: Тут стоятимуть ангели, які з'єдналися з жінками, і їхні духи набираючи різних форм заничищують людство і зведуть його до жертвоприношень демонам, як „богам“, (тут вони стоятимуть,) до дня великого суду, на якому їх судитимуть допоки з ними не покінчать. А жінки ангелів які заблудили стануть русалками. І я, Енох, лише один бачив видіння, кінець всіх речей: і жоден не побачить те, що я бачив.»
Уриїл тоді діє, як путівник та провідник для Еноха протягом решти Книги Вартівників. Він виконує цю роль в багатьох інших книгах, що становлять 1 Книгу Еноха.

## Святкування
Пам'ять Уриїла, разом з іншими архангелами і безплотними силами, церква святкує 21 листопада (8 листопада за старим стилем).